# جوان شالمرز
جوان شالمرز هي فاعلة خير كندية، ولدت في 30 مايو 1928 في تورونتو في كندا، وتوفيت في 2 ديسمبر 2016.